# Valério Máximo (prefeito urbano)
Valério Máximo (em latim: Valerius Maximus) foi um oficial romano do século IV, ativo durante o reinado do imperador Constâncio II (r. 337–361).

## Vida
Valério Máximo era sobrinho de Vulcácio Rufino, Nerácio Cereal e Gala, bem como foi possivelmente filho ou neto de Valério Máximo Basílio. É possível que seja associado a um indivíduo de nome Basílio, o que faria-o filho de outro Valério Máximo. Aparece no final de 361, quando foi nomeado pelo césar Juliano, o Apóstata como prefeito urbano de Roma após seu retorno de uma embaixada a Constâncio em Constantinopla; Amiano Marcelino faz menção a ele em Naísso nesse ano. Ele ainda é citado em ofício no começo de 362 e parece que seu nome pode ser restaurado numa inscrição (vi 31401). Teoriza-se que ele seja o esposo da santa Melânia, a Velha com quem teve três filhos, dois deles falecidos ainda crianças à época de sua morte e um terceiro, chamado Publícola. Publícola casar-se-ia com Ceiônia Albina, filha de Ceiônio Rúfio Albino, com quem teve Melânia, a Jovem. 

## Linhagem
| Linhagem de Lúcio Vipstano Messala |
| --- |
| - Lúcio Vipstano Messala, orador (c. 45 – c. 80) - Lúcio Vipstano Messala, cônsul em 115 (c. 75 – depois de 115) - Lúcio Vipstano Cláudio Poplícola Messala (c. 105 – depois de 140) - Lúcio Valério Messala Trásea Prisco, cônsul em 196 (c. 156 – c. 212) - Lúcio Valério Messala Apolinário, cônsul em 214 (? – ?) - Lúcio Valério Cláudio Acílio Prisciliano Máximo, cônsul em 256 (? – ?) - Lúcio Valério Poplícola Balbino Máximo, cônsul em 253 (? – ?) - Lúcio Valério Messala, cônsul em 280 (? – ?) - Lúcio Valério Máximo Basílio, prefeito urbano de Roma em 319 (? – ?) - Lúcio Valério Máximo Basílio, cônsul em 327 (? – ?) - Lúcio Valério Setímio Basso, prefeito urbano de Roma em 379 ou 383 (c. 328 – depois de 379 ou 383) - Valério Adelfo Basso (c. 360 – depois de 383) - Valério Adelfo (nascido c. 385) - Adélfia (c. 410 – depois de 459) - Valério Máximo Basílio, prefeito urbano de Roma em 361 (c. 330 – depois de 364) - Valério Publicola (? – ?) - Melânia, a Jovem, santa cristã (c. 383 – 31 de dezembro de 439) - Dois filhos, morreram jovens - Outros dois filhos - Valéria (? – ?), não se sabe se teve filhos |